# Rattus sanila
Rattus sanila — один з видів гризунів роду пацюків (Rattus). Це великий гризун, ендемік Нової Ірландії, в архіпелазі Бісмарка, Папуа Нова Гвінея. Цей вид відомий лише з виявлених 7 щелеп та деяких зубних дуг, що мають вік до 3000 років тому. Моляри великі та широкі з дуже складною будовою. Діастема довша, ніж у інших видів роду Rattus.
Статус не визначений. Напевно й досі мешкає в первинних лісах. 